# Popless
Popless é um álbum de estúdio da banda portuguesa de pop rock GNR. Editado em 2000 pela EMI - Valentim de Carvalho.  Trata-se de um álbum com uma sonoridade mais relaxante, tendência que já vinha sendo revelada no registo anterior "Mosquito". O tema mais mediático é "Popless", com videoclip censurado na RTP. Saíram os singles "Bem Vindo ao Passado", "Digital Gaia" e "Asas (Eléctricas)",  tendo este último integrado a banda sonora do filme português Amo-te Teresa. 

## Faixas

### CD
| N.º            | Título                 | Duração |  |
| 1.             | "Popless"              | 4:54    |  |
| 2.             | "Asas (Eléctricas)"    | 3:52    |  |
| 3.             | "Bem Vindo ao Passado" | 3:58    |  |
| 4.             | "L's"                  | 3:31    |  |
| 5.             | "Essa Fada"            | 4:09    |  |
| 6.             | "Dois Sentidos"        | 4:29    |  |
| 7.             | "Tons Sem Tom"         | 4:14    |  |
| 8.             | "Braço de Prata"       | 3:29    |  |
| 9.             | "Digital Gaia"         | 3:27    |  |
| 10.            | "Viva a Preguiça"      | 4:17    |  |
| Duração total: | Duração total:         | 38:20   |  |

- Todas as músicas compostas por Rui Reininho e Tóli César Machado.

## Membros da banda
- Rui Reininho   (voz)   [2]
- Jorge Romão   (baixo)   [2]
- Tóli César Machado   (bateria e sintetizador)   [2]

Artistas convidados
- Telmo Marques   (piano)    [2]
- António Cardoso   (guitarra)   [2]
- Billy Brandão   (guitarra)   [2]
- Sacha Amback   (teclas)    [2]
- Jaques Morelembaum, Jorge Ranevsky, Márcio Malard, Marcus Ribeiro   (violoncelo)   [2]
- Antonella Pareschi, Bernardo Bessler, José Alves, João De Almeida, Michel Bessler, Paschoal Perrota, Ricardo Amado, Walter Hack   (violino)    [2]